# Liste der Baudenkmale in Lübberstedt
In der Liste der Baudenkmale in Lübberstedt sind die Baudenkmale der niedersächsischen Gemeinde Lübberstedt und ihrer Ortsteile aufgelistet. Der Stand der Liste ist der 24. Dezember 2022. Die Quelle der Baudenkmale ist der Denkmalatlas Niedersachsen.

## Allgemein
In den Spalten befinden sich folgende Informationen:
- Lage: die Adresse des Baudenkmales und die geographischen Koordinaten. Kartenansicht, um Koordinaten zu setzen. In der Kartenansicht sind Baudenkmale ohne Koordinaten mit einem roten Marker dargestellt und können in der Karte gesetzt werden. Baudenkmale ohne Bild sind mit einem blauen Marker gekennzeichnet, Baudenkmale mit Bild mit einem grünen Marker.
- Bezeichnung: Bezeichnung des Baudenkmales
- Beschreibung: die Beschreibung des Baudenkmales. Unter § 3 Abs. 2 NDSchG werden Einzeldenkmale und unter § 3 Abs. 3 NDSchG Gruppen baulicher Anlagen und deren Bestandteile ausgewiesen.
- ID: die Objekt-ID des Baudenkmales
- Bild: ein Bild des Baudenkmales, ggf. zusätzlich mit einem Link zu weiteren Fotos des Baudenkmals im Medienarchiv Wikimedia Commons. Wenn man auf das Kamerasymbol klickt, können Fotos zu Baudenkmalen aus dieser Liste hochgeladen werden:

## Lübberstedt

### Einzeldenkmale
| Lage                                       | Bezeichnung               | Beschreibung | ID       | Bild           |
| ------------------------------------------ | ------------------------- | --- | -------- | -------------- |
| Driftsweg 6 53° 20′ 9″ N, 8° 48′ 31″ O     | Wohn-/ Wirtschaftsgebäude | Zweiständer-Hallenhaus von 1841 in Fachwerk mit Krüppelwalmdach in Reetdeckung, Wohngiebel massiv in Backstein erneuert | 25088986 | BW             |
| Denkmalstraße 53° 20′ 7″ N, 8° 48′ 40″ O   | Kriegerdenkmal            | Von einer Feldsteinmauer eingefasstes Natursteinmonument mit Sockel, Treppe und mehreren Findlingen. Errichtet als Denkmal für die Gefallenen des Ersten Weltkrieges um 1920. Ergänzt um Tafeln der Gefallenen des Zweiten Weltkriegs.   | 25088970 | BW             |
| Mühlenstraße 2 53° 20′ 19″ N, 8° 48′ 50″ O | Windmühle                 | Wallholländer mit Durchfahrt, oktogonaler massiv Socke, hölzerner Achtkant in Eichenschindeldeckung, Kappe schindelgedeckt, mit Windrose und Jalousieflügeln, Mühlentechnik betriebsfähig, Errichtet 1872, 1909 nach Brand neu aufgebaut | 25090237 | Weitere Bilder |

### Ehemaliges Baudenkmal
| Lage                                      | Bezeichnung               | Beschreibung | ID       | Bild |
| ----------------------------------------- | ------------------------- | --- | -------- | ---- |
| Landstraße 18 53° 20′ 29″ N, 8° 49′ 11″ O | Wohn-/ Wirtschaftsgebäude | Das eingeschossige reetgedeckte Gebäude wurde wegen Veränderungen 1987 aus dem Denkmalverzeichnis gestrichen und später abgebrochen. | 25089002 | BW   |